# 마틴 에널스상
마틴 에널스상(Martin Ennals)은 노벨 인권상으로 불리는 국제앰네스티가 주관하는 인권상이다.

## 배경
앰네스티 사무총장이던 마틴 에널스의 이름을 따 지난 1993년 제정된 마틴 에널스상은 세계 각지에서 신변의 위협이나 박해를 받는 인권 운동가들을 보호하려고 국제앰네스티 휴먼라이츠워치(HRW), 국제법률가위원회(ICJ) 세계고문방지기구(OMCT) 등 10개의 주요 인권단체들이 해마다 선정한 심사위원단에 의하여 전 세계에서 인권 증진을 위해 노력한 개인 또는 단체를 선정해 시상한다.
상금은 2만 스위스프랑(약 2400만원)으로 많지 않은 수준이지만 대표적인 국제 인권단체가 수상자를 선정한다는 점에서 인권계의 노벨상으로 불린다.

## 역대 수상자

### 2011년
- 카샤 재클린 나바게세라(Kasha JacquelineNabagesera)

우간다에서 LGBT(레즈비언, 게이, 양성애자, 성전환자)의 권리를 두려움 없이 옹호한 LGBT 인권단체인 프리덤앤로움 우간다(Freedom and Roam Uganda)의 설립자이자 상임이사

### 2014년
- 차온순리

유엔에서 중국 인권 상황을 보고하려고 제네바행 비행기 탑승을 시도하다 공안에 체포돼 ‘공공질서 문란 죄’혐의로 6개월 동안 교도소 생활을 하다 숨졌다.

### 2015년
- 만수르

2006년부터 UAE에서 표현의 자유, 참정권, 시민권 확대를 위해 노력하는 아랍에미리트(UAE)의 인권 운동가이자 정부를 비판했다는 이유로 수감된 블로거 2명을 옹호해 석방시키는데 결정적인 역할을 했으며 지속적으로 UAE의 사회 문제를 지적, 2011년 인터넷을 통해 UAE의 지도자들을 비판했다는 혐의와 반정부 시위대와 협력해 선거를 방해했다는 혐의로 징역 3년 선고